# Paul Tornado

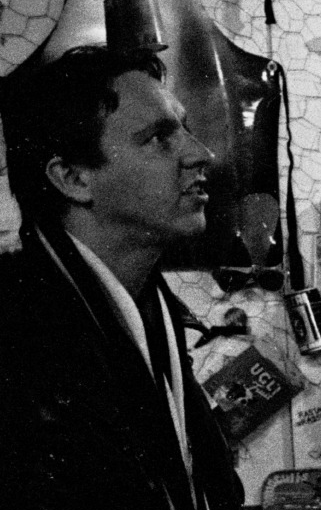
Foto 1978

Paul Hajenius (Amsterdam, 1951), beter bekend als Paul Tornado, is een Nederlands kunstenaar. Eind jaren 70 was hij punkartiest. 

## Biografie
Hajenius studeerde aan de kunstacademie AKI te Enschede, waar hij in 1973 met studiegenoten Willem Wisselink en Cees Maas de groep Johnny And The Moondog oprichtte. Deze groep trad met enig succes in en rondom Enschede op. 
In 1977 werden Wisselink en Maas door Johan Visser benaderd om een muzieklabel op te richten. Het  werd 1000 Idioten Label genoemd, met het idee dat er altijd wel duizend idioten zijn die een single of plaat kopen, zodat de kosten er uit zijn. De eerste opname was Van Agt Casanova de eerste Nederlandstalige punksingle, waarin Paul Hajenius onder zijn nieuwe artiestennaam Paul Tornado de strijd aanbond met minister van Justitie Dries van Agt, die besloten had dat pornofilms enkel nog in bioscoopzalen met minder dan vijftig plaatsen mochten worden vertoond.
De single Van Agt Casanova werd vaak gedraaid door de VPRO. Tornado trad met zijn Paul Tornado Band onder meer op in Paradiso. In 1980 bracht hij een ep uit, genaamd Pissig. De verkoop viel echter tegen, en de groep viel uit elkaar. Tegenwoordig is Paul Tornado kunstenaar in Enschede.